# Typhonia corniculata
Typhonia corniculata is een vlinder uit de familie van de zakjesdragers (Psychidae). De wetenschappelijke naam van de soort is voor het eerst geldig gepubliceerd in 1931 door Edward Meyrick.